# Liste de mosquées de Suède
Cet article présente la liste de mosquées de Suède. La première mosquée de Suède fut la mosquée Nasir en 1976 à Göteborg. Depuis, d'autres mosquées se sont édifiées sur le territoire suédois, notamment dans les années 1990 et 2000.
| Nom                         | Image | Ville                | Comté           | Inauguration    | Remarques                                                              |
| --------------------------- | ----- | -------------------- | --------------- | --------------- | ---------------------------------------------------------------------- |
| Mosquée de Fittja           |       | Botkyrka-Fittja      | Stockholm       | avril 2007      | Première mosquée à faire l'appel à la prière en Suède                  |
| Mosquée Bellevue            |       | Göteborg             | Västra Götaland | 1993            |                                                                        |
| Mosquée de Göteborg         |       | Göteborg             | Västra Götaland | 16 juin 2011    |                                                                        |
| Mosquée Nasir               |       | Göteborg             | Västra Götaland | 1976            | Première mosquée de Suède Associée à la Communauté musulmane Ahmadiyya |
| Mosquée de Malmö            |       | Malmö                | Scanie          | 1984            | Troisième mosquée de Scandinavie                                       |
| Mosquée de l'Imam Ali       |       | Stockholm-Järfälla   | Stockholm       | 1997            | Mosquée chiite                                                         |
| Mosquée de Skärholmen       |       | Stockholm-Skärholmen | Stockholm       | En cours (2014) | Projet                                                                 |
| Grande mosquée de Stockholm |       | Stockholm-Södermalm  | Stockholm       | 8 juin 2000     | Plus grande mosquée de Stockholm                                       |
| Mosquée de Trollhättan      |       | Trollhättan          | Västra Götaland | 1985            | Mosquée chiite                                                         |
| Mosquée d'Uppsala           |       | Uppsala              | Uppsala         | 1995            |                                                                        |